# Dalbeattie
Dalbeattie (gael. Dail Beithich) – miasto w południowo-zachodniej Szkocji, w jednostce administracyjnej Dumfries and Galloway, historycznie w hrabstwie Kirkcudbrightshire, położone nad strumieniem Dalbeattie Burn, blisko jego ujścia do rzeki Urr Water. W 2011 roku liczyło 4227 mieszkańców.
Miasto rozplanowane i zbudowane zostało po 1781 roku. Co najmniej od XVII wieku w miejscu tym funkcjonował port, a także młyny i inne zakłady przemysłowe wykorzystujące silny nurt rzeczny. Miasto rozwinęło się przede wszystkim jako ośrodek wydobycia granitu, a w mniejszym stopniu także cegielnictwa. W szczytowym okresie, przypadającym na początek XX wieku, roczne wydobycie granitu sięgało 70 tys. ton. Wykorzystany był on do wzniesienia wielu budynków w mieście, a także m.in. do budowy nabrzeża portowego w Liverpoolu, londyńskich bulwarów nad Tamizą oraz latarni morskiej Eddystone.
W pobliżu znajdują się pozostałości XII-wiecznego zamku Buittle, doszczętnie zniszczonego w XIV wieku.